# La Colmena (Paraguai)
La Colmena é um distrito e cidade do Paraguai, Departamento Paraguarí.

## Transporte
O município de La Colmena é servido pelas seguintes rodovias:
- Caminho em pavimento ligando a cidade ao município de Ybytymí
- Caminho em pavimento ligando a cidade de Acahay ao município de Ñumí (Departamento de Guairá)[1][2][3]